# 호란 치아키
호란 치아키(ホラン千秋, 1988년 9월 28일 ~ )는 일본의 전직 배우 및 탤런트였으며 현재는 TBS의 아나운서이다. 도쿄도 타마시에서 태어났으며 아버지는 아일랜드인, 어머니는 일본인이다.

## 출연작

### 드라마
- 2005년~2006년 《마법전대 마지렌쟈》